# پرژمیسلاو پلاچتا
پرژمیسلاو پلاچتا (انگلیسی: Przemysław Płacheta؛ زادهٔ ۲۳ مارس ۱۹۹۸) بازیکن فوتبال اهل لهستان است. که به عنوان وینگر چپ به طور قرضی برای تیم بیرمنگام سیتی در لیگ چمپیونشیپ و همچنین تیم ملی فوتبال لهستان بازی می‌کند.
وی همچنین سابقهٔ حضور در تیم‌های ملی فوتبال زیر ۲۰ سال لهستان و زیر ۲۱ سال لهستان را در کارنامه خود دارد.